# Bruno Güterbock
Bruno Gustav Güterbock (* 5. März 1858 in Berlin; † 24. Januar 1940 ebenda) war ein deutscher Privatgelehrter.

## Leben
Güterbock, aus einer wohlhabenden, zum Christentum konvertierten jüdischen Familie stammend, sein Vater war der Bankier Gustav Güterbock (1820–1910), studierte Sprachwissenschaften und wurde 1882 an der Universität Königsberg promoviert. Er lebte als Privatgelehrter in Berlin. Hier engagierte er sich vor allem für die Deutsche Orient-Gesellschaft, deren langjähriger Schriftführer er war. 1928 erhielt er die Leibniz-Medaille der Preußischen Akademie der Wissenschaften.
1907 heiratete er die Schriftstellerin Grethe Auer. Der Ehe entstammten zwei Söhne, der spätere Hethitologe Hans Gustav Güterbock (1908–2000) und Bruno, genannt „Bärle“, Güterbock (1911–1951).

## Schriften
- mit Rudolf Thurneysen: Indices glossarum et vocabulorum Hibernicorum quae in Grammaticae Celticae editione altera explanantur. Hirzel, Leipzig 1881 Digitalisat.
- Bemerkungen über die lateinischen Lehnwörter im Irischen. Teil 1: Zur Lautlehre. Pöschel & Trepte, Leipzig 1882 (= Dissertation).

| Personendaten    | Personendaten                                |
| ---------------- | -------------------------------------------- |
| NAME             | Güterbock, Bruno                             |
| ALTERNATIVNAMEN  | Güterbock, Bruno Gustav (vollständiger Name) |
| KURZBESCHREIBUNG | deutscher Privatgelehrter                    |
| GEBURTSDATUM     | 5. März 1858                                 |
| GEBURTSORT       | Berlin                                       |
| STERBEDATUM      | 24. Januar 1940                              |
| STERBEORT        | Berlin                                       |